# Pont sur le Frémur
Le pont sur le Frémur ou pont de Lancieux est un pont routier qui enjambe le Frémur, fleuve côtier qui sépare les communes de Lancieux dans les Côtes-d'Armor et Saint-Briac en Ille-et-Vilaine.

## Histoire

### Le gué et la passerelle
Au XIXe siècle, le franchissement de l'estuaire du Frémur est possible par un gué à marée basse ou grâce à un passeur à marée haute. Une passerelle immergeable en bois de 25 m environ est construite en 1878 pour faciliter le déplacement entre les deux rives à marée basse.

### Premier pont
À partir de 1912, les départements des Côtes-du-Nord et d'Ille-et-Vilaine envisagent la construction d'un viaduc s'appuyant sur la pointe du Grognet à Lancieux. Il aurait notamment pour objectif de permettre à la ligne Le Guildo - Saint-Briac des chemins de fer des Côtes-du-Nord de franchir le Frémur entre Lancieux et Saint-Briac. Le premier pont sur le Frémur est construit en béton armé par Louis Harel de la Noë et il est mis en service en 1929. Malheureusement, la ligne est arrêtée en 1932. Le train traversera le pont pendant deux ans et s'arrêtera au bout du pont car la ligne ne sera jamais reliée à celle de Dinard qui s'arrêtait à la Houle. Le pont sera utilisé comme pont routier. Plusieurs arches du pont sautèrent en août 1944 à la Libération. La passerelle de la fin du XIXe siècle est alors provisoirement remise en service. Ce pont est réparé et rouvert à la circulation.

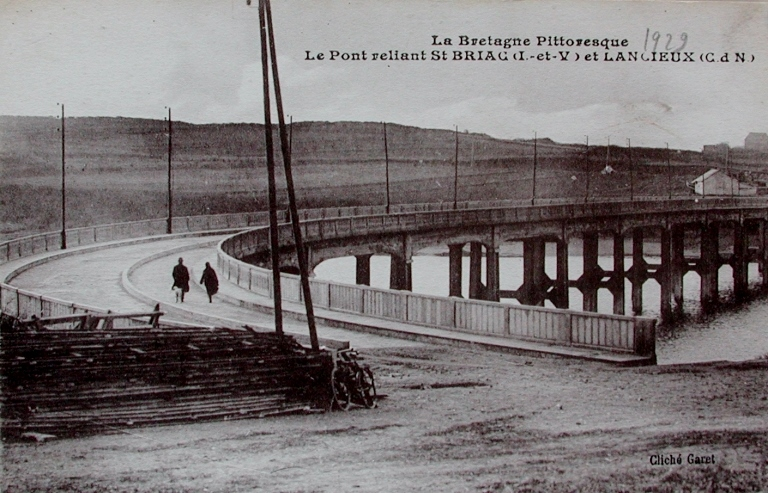
L'ancien pont de Lancieux sur une carte postale de 1929 : sur la gauche, on a entreposé les rails du petit train qui transporte le remblai de la tranchée à la corniche pour la construction du Balcon d'Émeraude, la route qui contournera Saint-Briac par l'Ouest à partir de 1931.

### Deuxième pont

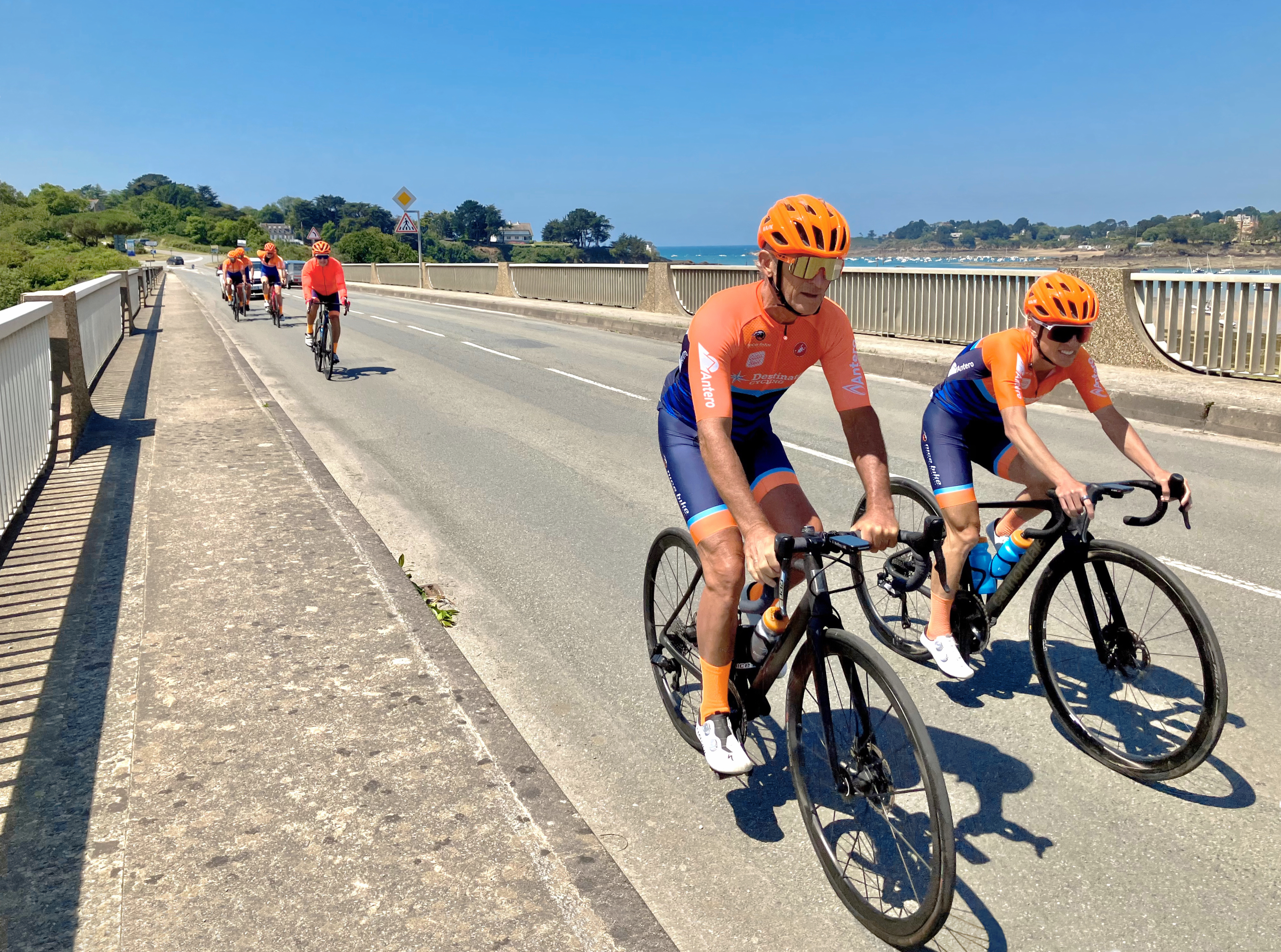
Une équipe de cyclistes amateurs américains passe sur le pont du Frémur, avec le château du Nessay au fond à droite.

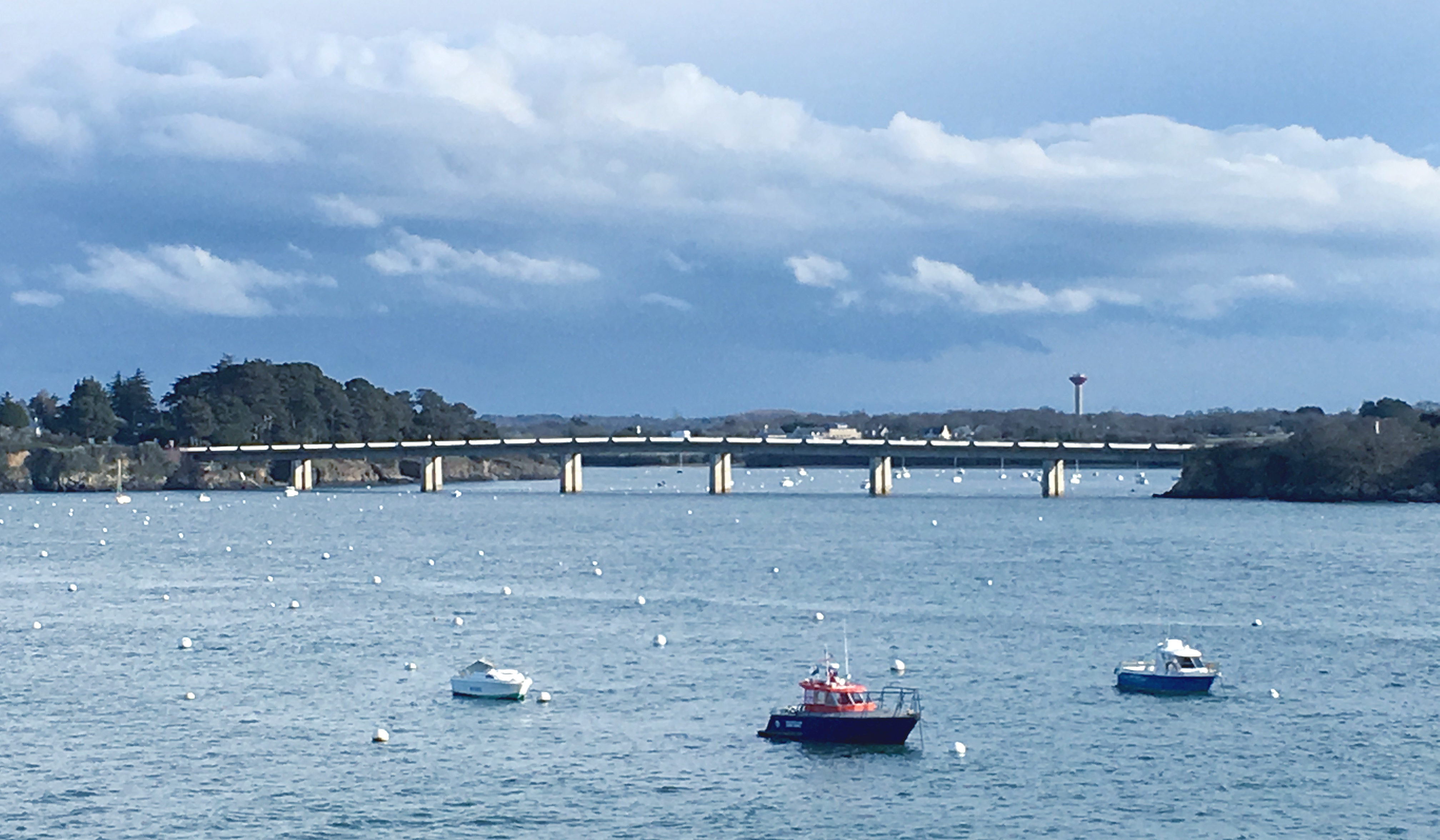
Le pont sur le Frémur vu depuis le parc du château du Nessay, avec le château d'eau de Ploubalay à l'horizon.

Considéré comme trop étroit et trop corrodé, le premier pont est détruit en 1979[source secondaire souhaitée]. Il est remplacé en 1980 par un pont rectiligne en béton précontraint sur une implantation légèrement différente du premier pont[source secondaire souhaitée].

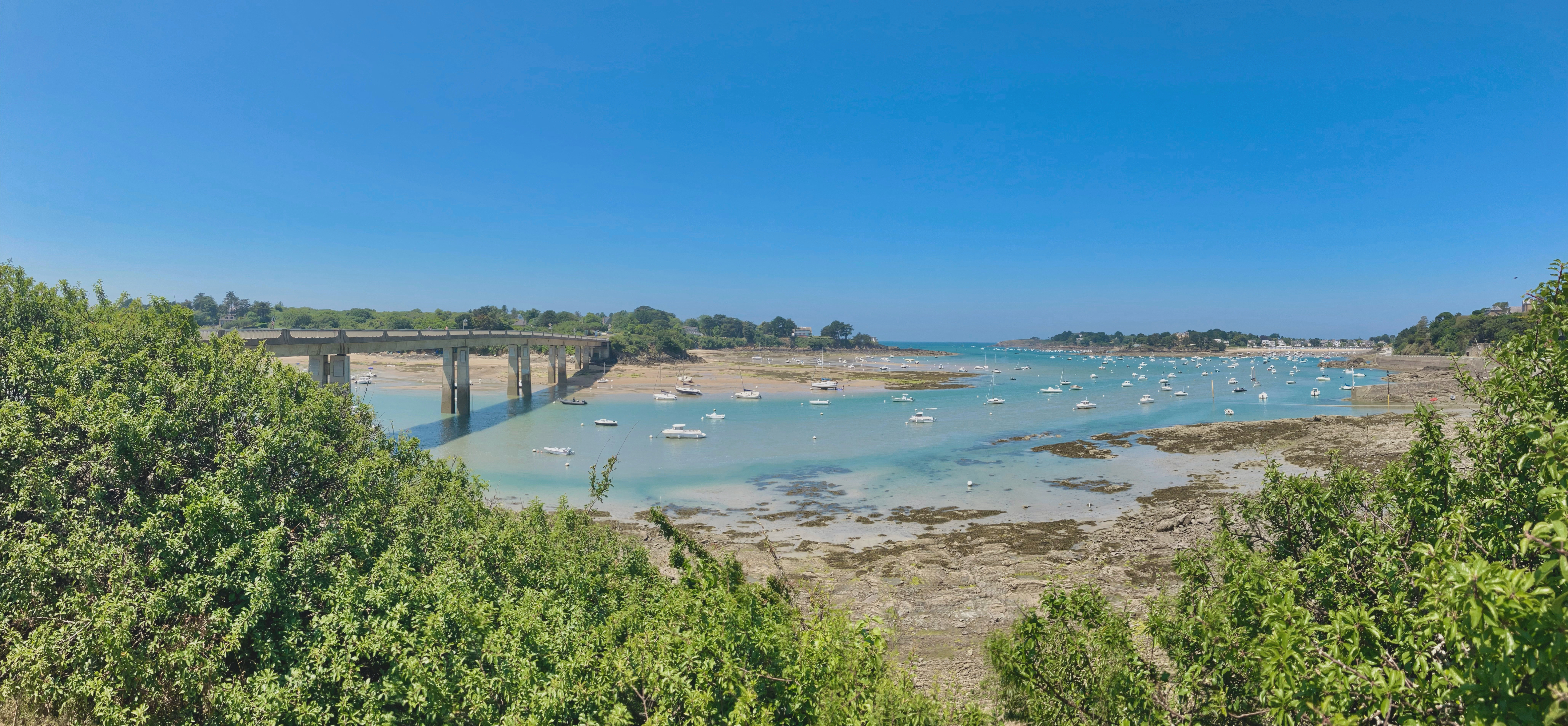
Le pont et l'estuaire du Frémur entre Lancieux et Saint-Briac.

### Le Balcon d'Émeraude
La route qui passe sur le pont est prolongée par une route en corniche qui contourne le village de Saint-Briac par l'Ouest. Cet ouvrage de 1 217 m de tranchées et de corniche est inauguré à l'été 1931. Il relie le boulevard de la Houle au nouveau pont construit sur le Frémur. Le balcon d'Émeraude marque l'achèvement de la route côtière depuis Dinard jusqu'à Lancieux, puis Saint-Jacut-de-la-Mer et Saint-Cast-le-Guildo. En 1979, le « jardin de la Roche-Rouge » est construit au milieu du Balcon d'Émeraude sur l'ancienne piscine comblée cette année-là avec les débris de l'ancien pont de Lancieux qui vient alors d'être détruit. En 2018, le Balcon d’Émeraude est repensé et réaménagé en une promenade de bord de mer sur un kilomètre de long, avec rabotage, assainissement, pose de bordures et de pavés, mise en œuvre d'enrobés et grenaillage. Cette dernière opération consiste à projeter à grande vitesse et en continu de petites billes d’acier sur la surface à traiter. Celle-ci subit sur une couche très mince, une déformation qui met en évidence la couleur du granulat. Cela donne ainsi une couleur grise au revêtement, initialement noir, de la voie verte dont la largeur atteint 6,20 m au niveau de l’esplanade centrale et 4,20 m ailleurs. Au niveau des rétrécissements – par exemple au pont du Petit Port, à l’intersection avec la rue de Lancieux – elle ne fait que 3 m de large. Cette voie verte réservée à la circulation non motorisée, accueille les piétons, les vélos, les rollers, les personnes à mobilité réduite et les cavaliers dans le cadre du tourisme et des loisirs. Tout ce petit monde se retrouve ainsi sur un même espace que chacun doit apprendre à partager harmonieusement. L’absence de lignes au sol est volontaire car lorsqu’elles existent, les vélos et rollers ont tendance à rouler trop vite. Cependant, les cyclistes qui veulent faire de la vitesse doivent circuler sur la départementale 786 qui empreinte le balcon d'Émeraude, une route dont la vitesse de circulation est désormais limitée à 30 km/h car la largeur de la chaussée est passée de 7 m à 5,50 m.  Les deux espaces de stationnement existants le long du balcon d'Émeraude, le parking du jardin de la Roche-Rouge et le parking des pêcheurs, ont également été réaménagés.
Dans le film sorti en 2001, Le Vélo de Ghislain Lambert, une scène a été tournée sur le Balcon d'Émeraude : on y voit Benoît Poelvoorde, vêtu du fameux maillot Magicrème, rouler au guidon de son vélo dans le sens sud-nord avec la presqu'île du château du Nessay en arrière plan.

## Pour aller plus loin